# Castèthnau d'Auvinhon
Castèthnau d'Auvinhon (en francès Castelnau-sur-l'Auvignon) és un municipi francès situat al departament del Gers i a la regió d'Occitània.

## Geografia

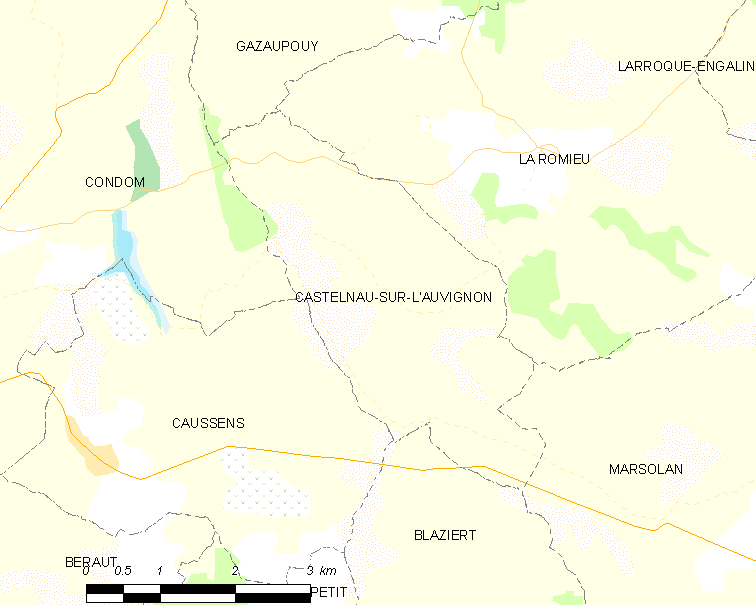
Mapa de la comuna de Castèthnau d'Auvinhon

## Història
El 21 de juny de 1944 Castèthnau d'Auvinhon fou teatre de violents combats entre el grup de resistents del Batalló d'Armanyac del comandant Maurice Parisot i George Starr colonel Hilaire, i la Wehrmacht. Els resistents van fer saltar una torre de l'antic castell medieval, que havia esdevingut dipòsit de municions. Els alemanys incendiaren la vila, però els habitants havien estat prèviament evacuats pels resistents. Castèthnau d'Auvinhon és l'únic municipi del Gers que ha rebut la Creu de Guerra 1939-1945.

## Administració i política
Alcaldes
| Període   | Identitat        | Partit        |
| --------- | ---------------- | ------------- |
| 2001-2008 | Jacques Verduzan | Divers droite |
| 2008-     | Maurice Boison   |               |

## Demografia

Població 1962-2008

| 1962                                       | 1968 | 1975 | 1982 | 1990 | 1999 | 2006 |
| ------------------------------------------ | ---- | ---- | ---- | ---- | ---- | ---- |
| 179                                        | 157  | 147  | 148  | 139  | 161  | 155  |
| Des de 1962: població sense dobles comptes |      |      |      |      |      |      |